# Max Holloway
Max Holloway, född 4 december 1991 på Oahu, är en amerikansk MMA-utövare som sedan 2012 tävlar i organisationen Ultimate Fighting Championship där han mellan 3 juni 2017 och 14 december 2019 var mästare i fjädervikt.

## Karriär

### UFC
Den 13 april 2019 hade Holloway chansen att bli interimmästare i lättviktsklassen när han tog sig an Dustin Poirier på UFC 236. Holloway förlorade matchen via enhälligt domslut efter fem väldigt jämna ronder .
Holloway återhämtade sig snabbt och i juli 2019 försvarade han sitt fjäderviktsbälte genom att besegra den forne lättviktsmästaren Frankie Edgar via domslut på UFC 240. 
Vid UFC 245 den 14 december 2019 mötte han Alexander Volkanovski och förlorade matchen, och titeln, via enhälligt domslut.

## Tävlingsfacit
| Resultat | Facit | Motståndare           | Metod                       | Evenemang                                | Datum             | Rond | Tid  | Plats                                          | Notering                         |
| -------- | ----- | --------------------- | --------------------------- | ---------------------------------------- | ----------------- | ---- | ---- | ---------------------------------------------- | -------------------------------- |
| Vinst    | 1–0   | Duke Saragosa         | Domslut (enhälligt)         | X-1: Heroes                              | 11 september 2010 | 3    | 5:00 | Honolulu, HI, USA                              |                                  |
| Vinst    | 2–0   | Bryson Kamaka         | KO (slag)                   | X-1: Island Pride                        | 6 november 2010   | 1    | 3:09 | Honolulu, HI, USA                              |                                  |
| Vinst    | 3–0   | Harris Sarmiento      | Domslut (delat)             | X-1: Champions 3                         | 12 mars 2011      | 5    | 5:00 | Honolulu, HI, USA                              |                                  |
| Vinst    | 4–0   | Eddie Rincon          | Domslut (enhälligt)         | UIC 4: War on the Valley Isle            | 1 juli 2011       | 3    | 5:00 | Kahului, HI, USA                               |                                  |
| Förlust  | 4–1   | Dustin Poirier        | Submission (triangel)       | UFC 143                                  | 4 februari 2012   | 1    | 3:23 | Las Vegas, NV, USA                             | Debut i UFC                      |
| Vinst    | 5–1   | Pat Schilling         | Domslut (enhälligt)         | The Ultimate Fighter 15 Finale           | 1 juni 2012       | 3    | 5:00 | Las Vegas, NV, USA                             |                                  |
| Vinst    | 6–1   | Justin Lawrence       | TKO (slag)                  | UFC 150                                  | 11 augusti 2012   | 2    | 4:49 | Denver, CO, USA                                |                                  |
| Vinst    | 7–1   | Leonard Garcia        | Domslut (delat)             | UFC 155                                  | 29 december 2012  | 3    | 5:00 | Las Vegas, NV, USA                             |                                  |
| Förlust  | 7–2   | Dennis Bermudez       | Domslut (delat)             | UFC 160                                  | 25 maj 2013       | 3    | 5:00 | Las Vegas, NV, USA                             |                                  |
| Förlust  | 7–3   | Conor McGregor        | Domslut (enhälligt)         | UFC Fight Night: Shogun vs. Sonnen       | 17 augusti 2013   | 3    | 5:00 | Boston, MA, USA                                |                                  |
| Vinst    | 8–3   | Will Chope            | TKO (slag)                  | UFC Fight Night: Saffiedine vs. Lim      | 4 januari 2014    | 2    | 2:27 | Marina Bay, Singapore                          |                                  |
| Vinst    | 9–3   | Andre Fili            | Submission (giljotin)       | UFC 172                                  | 26 april 2014     | 3    | 3:39 | Baltimore, MD, USA                             |                                  |
| Vinst    | 10–3  | Clay Collard          | TKO (slag)                  | UFC Fight Night: Henderson vs. dos Anjos | 23 augusti 2014   | 3    | 3:47 | Tulsa, OK, USA                                 |                                  |
| Vinst    | 11–3  | Akira Corassani       | KO (slag)                   | UFC Fight Night: Nelson vs. Story        | 4 oktober 2014    | 1    | 3:11 | Stockholm, Sverige                             |                                  |
| Vinst    | 12–3  | Cole Miller           | Domslut (enhälligt)         | UFC Fight Night: Henderson vs. Thatch    | 14 februari 2015  | 3    | 5:00 | Broomfield, CO, USA                            |                                  |
| Vinst    | 13–3  | Cub Swanson           | Submission (giljotin)       | UFC on Fox: Machida vs. Rockhold         | 18 april 2015     | 3    | 3:58 | Newark, NJ, USA                                |                                  |
| Vinst    | 14–3  | Charles Oliveira      | TKO (nackskada)             | UFC Fight Night: Holloway vs. Oliveira   | 23 augusti 2015   | 1    | 1:39 | Saskatoon, Kanada                              |                                  |
| Vinst    | 15–3  | Jeremy Stephens       | Domslut (enhälligt)         | UFC 194                                  | 12 december 2015  | 3    | 5:00 | Las Vegas, NV, USA                             |                                  |
| Vinst    | 16–3  | Ricardo Lamas         | Domslut (enhälligt)         | UFC 199                                  | 4 juni 2016       | 3    | 5:00 | Inglewood, CA, USA                             |                                  |
| Vinst    | 17–3  | Anthony Pettis        | TKO (spark och slag)        | UFC 206                                  | 10 december 2016  | 3    | 4:50 | Toronto, Kanada                                | Blev interimmästare i fjädervikt |
| Vinst    | 18–3  | José Aldo             | TKO (slag)                  | UFC 212                                  | 3 juni 2017       | 3    | 4:13 | Rio de Janeiro, Brasilien                      | Blev UFC-mästare i fjädervikt    |
| Vinst    | 19–3  | José Aldo             | TKO (slag)                  | UFC 218                                  | 2 december 2017   | 3    | 4:51 | Detroit, MI, USA                               | Försvarade titeln i fjädervikt   |
| Vinst    | 20–3  | Brian Ortega          | TKO (matchläkaren avbryter) | UFC 231                                  | 8 december 2018   | 4    | 5:00 | Toronto, Kanada                                | Försvarade titeln i fjädervikt   |
| Förlust  | 20-4  | Dustin Poirier        | Domslut (enhälligt)         | UFC 236                                  | 13 April 2019     | 5    | 5:00 | Atlanta, GA, USA                               | Interimtitelmatch i lättvikt     |
| Vinst    | 21-4  | Frankie Edgar         | Domslut (enhälligt)         | UFC 240                                  | 27 Juli 2019      | 5    | 5:00 | Edmonton, Alberta, Kanada                      | Försvarade titeln i fjädervikt.  |
| Förlust  | 21-5  | Alexander Volkanovski | Domslut (enhälligt)         | UFC 245                                  | 14 december 2019  | 5    | 5:00 | Las Vegas, NV, USA                             | Förlorade titeln i fjädervikt.   |
| Förlust  | 21-6  | Alexander Volkanovski | Domslut (delat)             | UFC 251                                  | 12 juli 2020      | 5    | 5:00 | Las Vegas, NV, USA                             | Om titeln i fjädervikt.          |
| Vinst    | 22-6  | Calvin Kattar         | Domslut (enhälligt)         | UFC on ABC: Holloway vs. Kattar          | 16 januari 2021   | 5    | 5:00 | Fight Island, Abu Dhabi, Förenade arabemiraten |                                  |
| Vinst    | 23-6  | Yair Rodriguez        | Domslut (enhälligt)         | UFC Vegas 42: Holloway vs. Rodriguez     | 13 november 2021  | 5    | 5:00 | Las Vegas, NV, USA                             |                                  |